# Цілинна балка (Приморський район)
Цілинна балка — ботанічний заказник місцевого значення. Об'єкт розташований на території Приморського району Запорізької області, село Новоолексіївка.
Площа — 30 га, статус отриманий у 1980 році.
Статус надано з метою збереження місць зростання лікарських рослин. Охороняється цілинна балка, де зростають чебрець, пижмо, деревій. 